# PASSION DRIVERS
Audi PASSOPN DRIVERS（アウディ・パッション・ドライバーズ）は、J-WAVEで月曜日〜金曜日の日本時間21:50-22:00に放送されていたラジオ番組である。

## 出演者
パンツェッタ・ジローラモ

## 概要
- パンツェッタ・ジローラモにとってJ-WAVEの初冠番組である。